# Macchi C.202 Folgore
Ма́кки C.202 Фо́льгоре (итал. Macchi C.202 Folgore, «Молния») — одноместный итальянский истребитель времён Второй мировой войны. Самолёт разработан в конструкторском бюро компании Aeronautica Macchi под руководством Марио Кастольди. Истребитель C.202 является глубокой переработкой конструкции Macchi C.200 под немецкий двигатель Daimler-Benz DB 601. Серийное производство самолёта продолжалось с июня 1941 по сентябрь 1943 года. Всего было выпущено около 1150 самолётов.
На вооружение ВВС Италии самолёт поступил в августе 1941 года. Боевая служба истребителя началась в ноябре 1941 года в Ливии. С конца 1942 года Macchi C.202 — основной истребитель ВВС Италии. Производство самолёта было прекращено в 1943 году в связи с переходом к выпуску Macchi C.205.

## История разработки
Во второй половине тридцатых годов двадцатого века Regia Aeronautica столкнулась с рядом серьёзных проблем, поскольку в течение длительного времени командование ВВС Италии, окрылённое успехами собственной авиации в ходе гражданской войны в Испании, не придавало значению модернизации авиационного парка. В те годы основу парка итальянских ВВС составляли бипланы Fiat CR.32 и трёхмоторные бомбардировщики Savoia-Marchetti SM.79 Sparviero и Savoia-Marchetti SM.81 Pipistrello. Боевые столкновения с новейшими французскими и британскими самолётами на начальном этапе Второй мировой войны выявили существенные недостатки принятой на вооружение техники. Из-за понесённых больших потерь глава ВВС Джузеппе Валле был смещён со своего поста, а на его место был назначен генерал Франческо Приколо.
В этой связи в 1939 году начался первый этап перевооружения — в серию были запущены Fiat CR.42 Falco, Fiat G.50 Freccia и Macchi C.200 Saetta. Эти самолёты были оснащены двигателем воздушного охлаждения Fiat A.74 RC.38 с радиальным расположением цилиндров, который уже на момент введения в серийное производство считался морально устаревшим из-за своей сравнительно невысокой мощности (840—870 л. с.). Для исправления ситуации с двигателем компанией Alfa Romeo были приобретены права на производство немецкого V12 двигателя водяного охлаждения Daimler-Benz DB 601 с линейным расположением цилиндров, обладавшего большей мощностью и простотой в изготовлении (в дальнейшем эти двигатели итальянского производства получили название RA.1000 RC.41). Кроме того, одним из первых решений Приколо стало закрытие проекта разработки компанией Fiat линейного двигателя A.38 и перевод мощностей завода на производство того же DB 601.
Другим выявленным недостатком итальянских истребителей оказалась слабость их вооружения — все они оснащались, как правило, двумя 12,7-мм пулемётами Breda-SAFAT. Все эти недостатки планировались устранить при разработке новейших итальянских истребителей Reggiane Re.2001, Caproni Vizzola F.4 и Macchi C.202.

Macchi C.202 M.M.445 (прототип)

Марио Кастольди, генеральный конструктор компании Aeronautica Macchi, принял решение усовершенствовать под предъявляемые требования уже находившийся в серии одномоторный истребитель Macchi C.200. Этот самолёт, несмотря на маломощный двигатель Fiat A.74 RC.38, представлялся весьма удачной машиной с хорошей манёвренностью и простотой в управлении. Поэтому в прототипе будущего истребителя от предшественника были заимствованы крылья, хвостовое оперение и стойки шасси, но полностью был переработан фюзеляж, получивший фонарь полуоткрытого типа. Двигатель Daimler-Benz DB 601 был установлен на сварные опоры, к его валу через втулку крепился воздушный винт переменного шага Piaggio P.1001. Над мотором располагались два 12,7-мм синхронизированных пулемёта Breda-SAFAT, а также сборники для гильз, традиционные для итальянских самолётов той поры. За двигателем был помещён маслоохладитель, в прямоугольном обтекателе под фюзеляжем кабины располагался основной радиатор. Такое расположение радиатора было нетипичным для истребителей того времени, что привело в дальнейшем к возникновению дополнительных трудностей при выруливании, но нисколько не сказалось на полётных качествах машины.
Спустя несколько месяцев был построен прототип нового летательного аппарата. 10 августа 1940 года в Лонате-Поццоло близ Варесе он совершил первый полёт под управлением лётчика-испытателя Гвидо Карестиато. Вскоре опытный образец, которому был присвоен номер M.M.445, отправился на лётные испытания в Гуидонию-Монтечельо близ Рима. Там он был положительно оценён лётчиками-испытателями и получил от них хорошие рекомендации. Самолёт развивал предельную скорость в 596 км/ч, что на 90 км/ч превосходило порог для Macchi C.200. Кроме того, Macchi C.202 имел практический потолок в 11 500 м (на 800 м больше предшественника), но наибольший прогресс был достигнут в скороподъёмности — для подъёма на 6000 м новой модели требовалось лишь 6 минут 26 секунд, то есть на минуту быстрее Macchi C.200.
Параллельно данному проекту компанией Reggiane был разработан самолёт Reggiane Re.2001, однако командование Regia Aeronautica сделало основную ставку на производство Macchi C.202 ввиду меньшей стоимости последнего (600 000 и 525 000 лир, соответственно) и меньшей массы (2350 кг у Macchi C.202 и 3240 кг у Reggiane Re.2001). В итоге, благодаря показанным истребителем результатам, Aeronautica Macchi в кратчайшие сроки получила заказ на серийное производство Macchi C.202. Для ускорения перевооружения ВВС заказы также получили компании «Breda Meccanica Bresciana» и «SAI-Ambrosini», на заводах которых уже выпускался Macchi C.200.

## Конструкция
Macchi C.202 представлял собой одноместный одномоторный цельнометаллический свободнонесущий моноплан с низкорасположенным крылом и убирающимся шасси. Конструкция фюзеляжа была полумонококовой, включавшей четыре U-образные дюралюминиевые балки с 19 овальными шпангоутами и стрингерами, что создавало относительно прочную конструкцию, предотвращая распространение возгорания внутри корпуса, образуя четыре раздельных секции. На машинах ранних серий устанавливалась стальная трубчатая моторама, которая позже была заменена двумя рационально спроектированными кронштейнами. Обшивка фюзеляжа была выполнена из дюралевых пластин большой площади.
Носовая секция предназначалась для установки двигателя и заканчивалась броневым противопожарным шпангоутом. Во второй секции находились основные узлы управления, аккумулятор, воздухозаборник кабины и два 12,7 мм синхронизированных пулемёта Breda-SAFAT с боезапасом по 400 патронов 12,7×81 мм SR Breda у каждого. Использование синхронизатора снижало их скорострельность на 25 %. Пулемёт был оснащён пневматической системой перезарядки, а на приборной панели располагался индикатор использованных им патронов. Австралийский ас Клайв Колдуэлл отмечал, что Macchi C.202 возможно превосходил бы Messerschmitt Bf.109, если бы имел лучшее вооружение: масса секундного залпа достигала лишь 1,08 кг/с, дульная энергия пули 12,7×81 мм — 10 000 Дж.
	Свободнонесущее двухлонжеронное крыло с аэродинамическим профилем N.A.C.A. 2412, состоящее из центроплана и двух консолей, было заимствовано из конструкции Macchi C.200 Saetta, на котором также наличествовали металлические закрылки щелевого типа. Крыло имело трёхсекционную структуру; центроплан собирался совместно с фюзеляжем, нёс стыковочные узлы консолей, основной топливный бак и имел ниши для уборки стоек шасси. Элероны с металлической рамой и полотняной обшивкой были статически и динамически сбалансированными. Неподвижные поверхности хвостового оперения были цельнометаллическими, но рули высоты и направления также дополнительно имели полотняную обшивку.
Для компенсации реактивного момента винта левая консоль крыла, имевшую идентичный с правой профиль и хорду в корне, получила размах, увеличенный на 21 см, и меньшую хорду на законцовке (таким образом левая часть крыла получала большую подъёмную силу, что компенсировало тенденцию к крену аппарата влево). На законцовках крыльев устанавливались аэронавигационные огни. На обеих консолях снизу размещались держатели для бомб, а на левой располагался приёмник воздушного давления (трубка Пито). На держатели для бомб при необходимости крепились подвесные топливные баки вместимостью 125 л или фугасные авиабомбы весом 160 кг. Внутри каждой консоли, начиная с VII серии, дополнительно оснащалось по одному 7,7 мм пулемёту Breda-SAFAT с боезапасом 500 патронов.
Элеватор, элероны, закрылки и руль направления приводились в действие через осевую передачу усилий, но настраиваемый стабилизатор активировался по системе тросов. Механизм открытия закрылок осуществлялся через гидравлический привод. В качестве радиостанции использовалось приёмно-передающее устройство Allocchio-Bacchini B30. Состав бортового оборудования у поздних серий, по сравнению с Macchi C.200, был расширен за счёт введения радиополукомпаса и прицела «San Giorgio» Tipo B рефлекторного типа.
Кабина пилота имела небольшой размер, оснащалась подогревом, вентиляцией и системой подачи кислорода. Обогрев вооружения и приборной панели осуществлялся от системы электроснабжения, которая также использовалась при запуске двигателя и регулировании шага винта.  Кресло было регулируемым и имело бронеспинку (начиная с VIII серии). Фонарь полуоткрытого типа имел откидной антикапотажный обтекатель со створками, открывающимися вбок вправо; с VII серии была увеличена толщина лобового стекла. За подголовником располагалась треугольная стойка антенны с коническим обтекателем, что давало пилоту приемлемый обзор.
	Шасси складывалось вдоль по размаху к оси самолёта, приводилось в действие гидроприводом и обладало маслопневматическими амортизаторами на основных стойках. Хвостовое колесо было убираемым лишь у прототипа, на серийных же самолётах оно частично закрывалось специальным обтекателем, но по причине нехватки этих обтекателей многие истребители воевали с открытым колесом.
Топливная система состояла из основного бака в центроплане ёмкостью 243 л, двух 41-л баков в корневых частях консолей крыла и 82-л фюзеляжного бака, расположенного за кабиной пилота. Данные баки, как например на Supermarine Spitfire, были протектированными, то есть обладали способностью сдерживать потери топлива при получении небольших пробоин. Масса самолёта с боевой нагрузкой достигала 2930 кг, но даже в пустом состоянии Macchi C.202 имел отношение массы к мощности 2,5 кг/л.с., что хуже чем у Messerschmitt Bf.109 и Spitfire Mk.V (по 2,1 кг/л.с., соответственно).

### Тактическая маркировка и схемы окраски

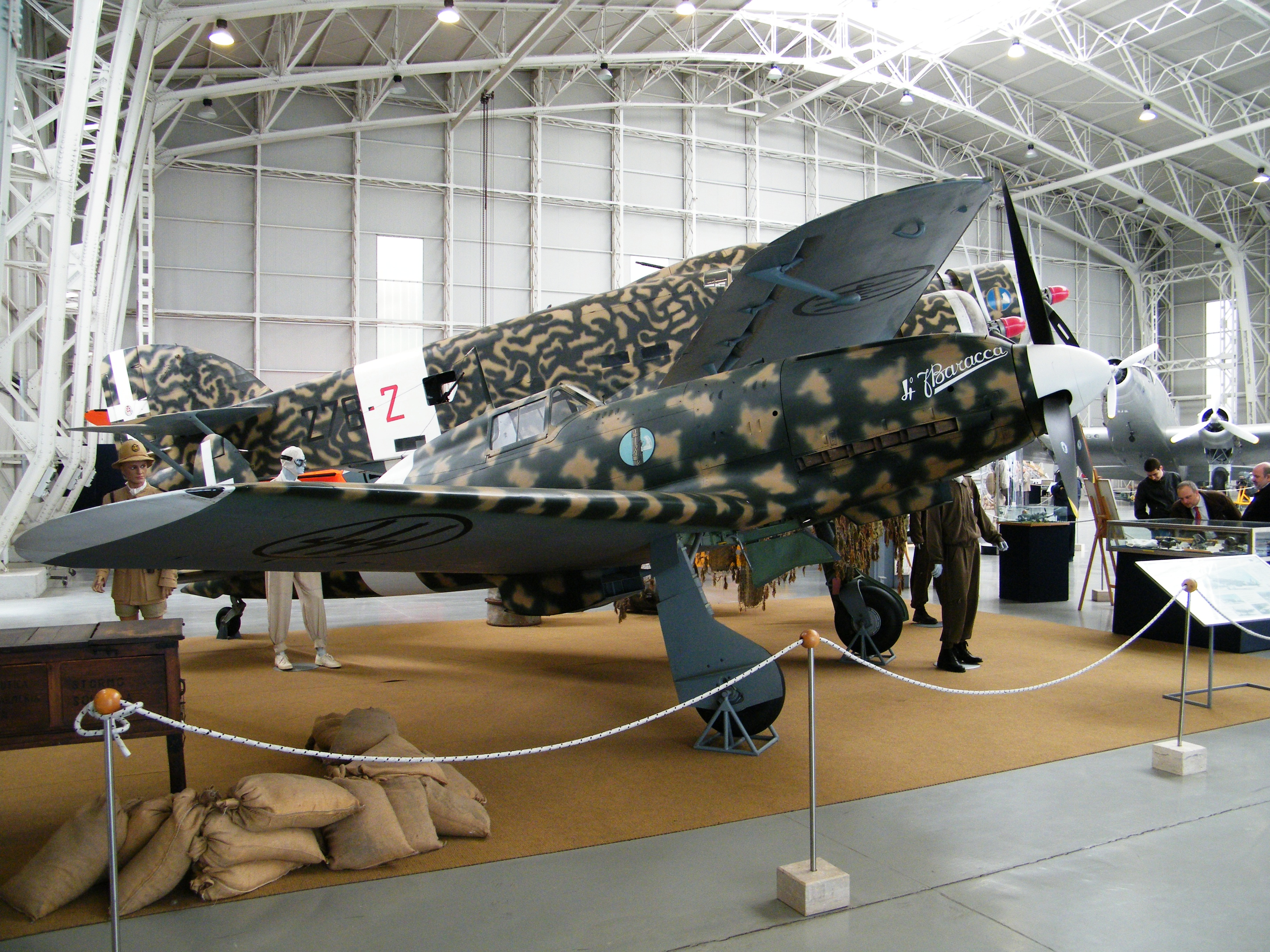
Macchi C.202 в двухцветной окраске

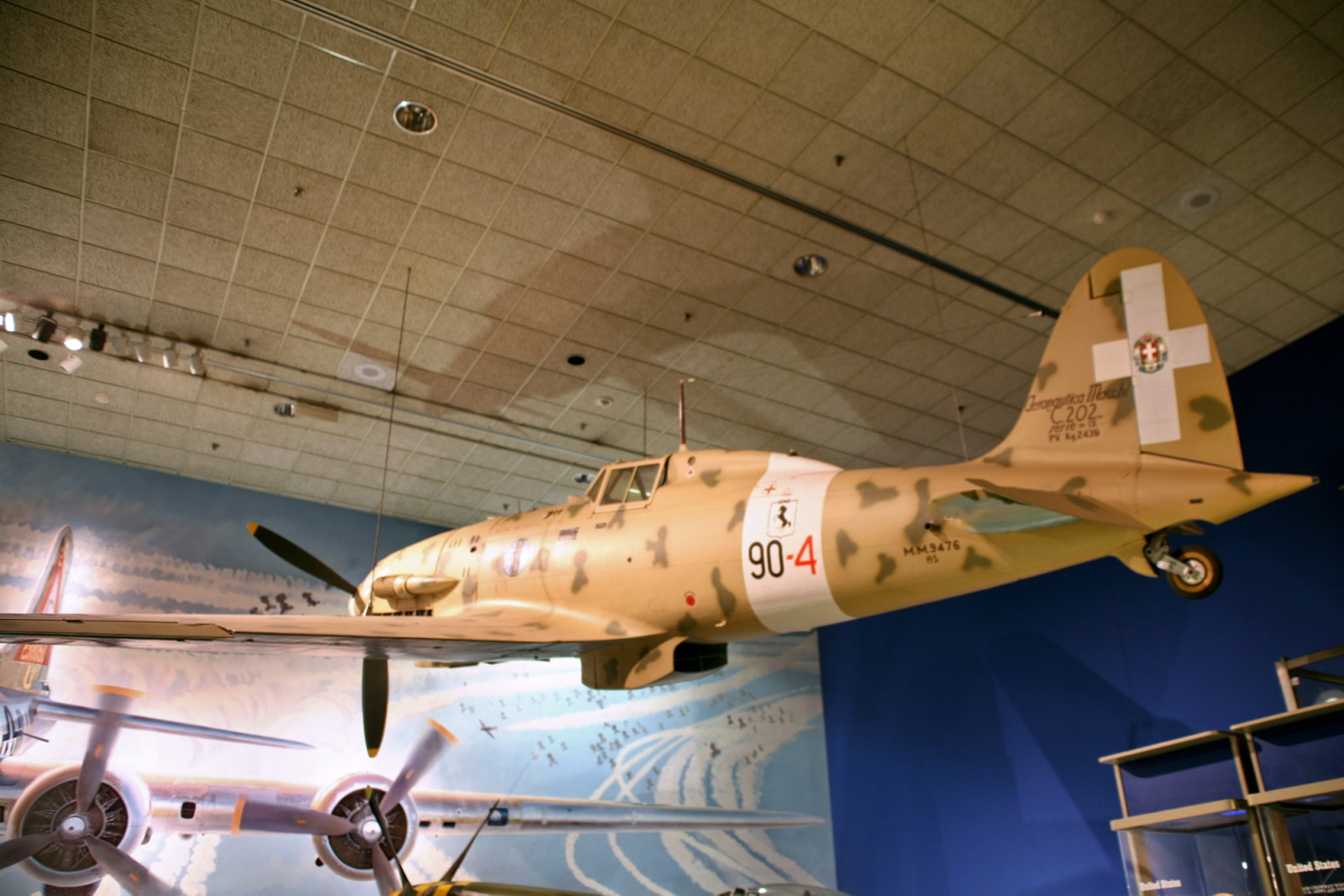
Macchi C.202 в африканской окраске

Окраска Macchi C.202 предназначалась для маскировки самолётов на аэродромах. На хвостовой части фюзеляжа позади места пилота наносилась цветная эмблема эскадрильи. Тыльная часть обтекателя кабины до места её соприкосновения со смотровым люком окрашивалась полосой белого цвета, как это делалось на всех истребителях Regia Aeronautica. Командирские версии истребителей дополнительно маркировались узкой синей полосой по центру белой полосы, а также флажком снизу от кабины пилота. На руле направления изображался белый савойский крест, а в его перекрестии — малый герб Королевства Италия. На вертикальном стабилизаторе чёрной или голубой краской (в зависимости от фона) наносилась надпись «Aeronautica Macchi C.202.», перед горизонтальным стабилизатором голубым цветом выделялся серийный номер самолёта. Кроме того, на вертикальном стабилизаторе могла быть нанесена неофициальная эмблема воинского соединения. В центральной части фюзеляжа над центропланом с двух сторон располагались круглые знаки с фашистской символикой — пучки ликторских розг с воткнутым в них топориком. Эмблема ВВС Италии (из трёх чёрных фасций на белом фоне с чёрной окантовкой) помещалась с двух сторон в центре обеих консолей крыла. По неизвестным причинам у недавно выпущенных истребителей также маркировались жёлтым цветом носовая часть фюзеляжа и муфта винта.
Бортовые номера истребителей состояли из комбинации цифр, разделённых знаком «тире». Первые цифры указывали номер эскадрильи, а после тире — номер самолёта в эскадрилье (от 1 до 15). Номер эскадрильи был чёрным, чёрным с белой окантовкой, либо белым, и наносился за белой полосой быстрой идентификации или же на ней. Номер самолёта — чёрный, красный или белый — наносился через тире сразу же за номером эскадрильи.
После разделения страны на два враждующих лагеря войска Итальянской социальной республики стали использовать другой знак ВВС, а именно две чёрных фасции на белом фоне, развёрнутых по отношению друг к другу. Итальянские войска, примкнувшие к союзникам, использовали вместо этого красно-бело-зелёные кокарды цветов национального флага в соотношении 5:3:1.
В зависимости от театра военных действий, где применялись истребители, существовали различные варианты их окраски. Так называемая континентальная схема использовалась в Regia Aeronautica с середины 1941 года — базовым цветом для верхних и боковых поверхностей служил тёмно-оливковый цвет (Verde Oliva Scuro 2). Данная схема применялась на самолётах итальянского базирования, чьи части проходили переоснащение техники. Второй схемой была трёхцветная, включавшая окраску боковых и верхних поверхностей в тёмно-зелёный цвет (Verde Mimetico) с камуфляжными крапчатыми пятнами коричневого (Bruno mimetico) и жёлтого цвета (Giallo mimetico 4). По этой схеме до середины 1942 года окрашивались истребители, участвовавшие в налётах на Мальту. Африканская схема подразумевала окрашивание верхних и боковых поверхностей в песочный цвет (Nocciola Chiaro 4) с последующим нанесением пятен неправильной формы тёмно-оливкового цвета (Verde Oliva Scuro 2) и применялась на североафриканском ТВД (в частности на самолётах, базировавшихся в Ливии). Двухцветная схема являлась инверсией африканской, то есть на поверхности тёмно-оливкового цвета (Verde Oliva Scuro 2) наносились крапчатые пятна песочного (Nocciola Chiaro 4), её использовали эскадрильи итальянского базирования, начиная с середины 1942 года, действовавшие против Мальты. Во всех вариантах нижние поверхности самолёта были светло-серыми (Grigio Azzurro chiaro или Grigio mimetico).

### Тактико-технические характеристики

Схема Macchi C.202

Приведённые ниже характеристики соответствуют сериям VII—VIII Macchi C.202:
Источник данных: ,, 

Технические характеристики
- Экипаж: 1 человек
- Длина: 8,85 м
- Размах крыла: 10,58 м
- Высота: 3,02 м
- Площадь крыла: 16,80 м²
- Масса пустого: 2350 кг
- Масса снаряжённого: 2930 кг
- Максимальная взлётная масса: 3069 кг
- Масса топлива во внутренних баках: 250 кг
- Силовая установка: 1 × V-образный Daimler-Benz DB 601
- Мощность двигателей: 1 × 1040 л. с. на высоте 3600 м (1 × 765 кВт)
- Воздушный винт: трёхлопастный «Piaggio P.1001»
- Диаметр винта: 3,00 м

Лётные характеристики
- Максимальная скорость: 600 км/ч на высоте 5500 м
- Крейсерская скорость: 544 км/ч
- Перегоночная дальность: 765 км
- Практический потолок: 11 500 м
- Скороподъёмность: 18,1 м/с[прим. 3]
- Нагрузка на крыло: 174,2 кг/м²
- Тяговооружённость: 368 Вт/кг
- Длина разбега: 252 м
- Длина пробега: 235 м

Вооружение
- Стрелково-пушечное: 
  - 2 × 12,7-мм пулемёта Breda-SAFAT в фюзеляже, 400 патронов на ствол
  - 2 × 7,7-мм пулемёта Breda-SAFAT в консолях крыла, 500 патронов на ствол

## Производство
Всего было произведено 13 серий истребителя Macchi C.202, однако данная цифра не отражает истинного числа вносимых изменений в конструкцию летательного аппарата. Зачастую разные заводы-производители вносили изменения, подстраиваясь под собственные технологические возможности и конкретные требования Regia Aeronautica. Например, самолёты I и III серии, выпускавшиеся параллельно на производственных мощностях «Breda Meccanica Bresciana» и «Aeronautica Macchi», отличаются установкой пылевого фильтра, а также по другим параметрам, поскольку версия «Aeronautica Macchi» предназначалась для боёв в северной Африке.
В итоге было фактически выпущено 1150 истребителей: 650 из них были произведены на заводе «Breda Meccanica Bresciana», 400 — «Aeronautica Macchi», 100 — «SAI-Ambrosini». Такое количество не могло полностью удовлетворить потребности Regia Aeronautica, в особенности во время боёв за Мальту и начала сицилийской операции союзников. Главной причиной относительно немногочисленного выпуска являлся дефицит двигателей R.A.1000 RC.41, чьё производство компанией Alfa Romeo разворачивалось с большими трудностями. Впоследствии многие Macchi C.202 были переоборудованы под новый двигатель Daimler-Benz DB 605.
| Производство Macchi C.202 по сериям | Производство Macchi C.202 по сериям | Производство Macchi C.202 по сериям | Производство Macchi C.202 по сериям | Производство Macchi C.202 по сериям |
| Серия                               | Производитель                       | Сроки производства                  | Бортовые номера машин               | Количество машин, шт.               |
| ----------------------------------- | ----------------------------------- | ----------------------------------- | ----------------------------------- | ----------------------------------- |
| Серия I                             | «Breda Meccanica Bresciana»         | июль 1941 — март 1942               | M.M.7859—7958                       | 100                                 |
| Серия II                            | «Aeronautica Macchi»                | май 1941 — июнь 1941                | M.M.7709—7718                       | 10                                  |
| Серия III                           | «Aeronautica Macchi»                | июнь 1941 — апрель 1942             | M.M.7719—7858                       | 140                                 |
| Серия IV                            | «SAI-Ambrosini»                     | май 1942 — июль 1942                | M.M.7959—8008                       | 50                                  |
| Серия V                             | «Breda Meccanica Bresciana»         | ноябрь 1941 — апрель 1942           | M.M.7409—7458                       | 50                                  |
| Серия VI                            | «Breda Meccanica Bresciana»         | март 1942 — июль 1941               | M.M.8339—8388                       | 50                                  |
| Серия VII                           | «Aeronautica Macchi»                | апрель 1942 — июль 1942             | M.M.9025—9124                       | 100                                 |
| Серия VIII                          | «Breda Meccanica Bresciana»         | 1942                                | M.M.8081—8130                       | 50                                  |
| Серия IX                            | «Aeronautica Macchi»                | 1942                                | M.M.9389—9488                       | 100                                 |
| Серия X                             | «Breda Meccanica Bresciana»         | июль 1942 — сентябрь 1942           | M.M.9500—9599                       | 100                                 |
| Серия XI                            | «Breda Meccanica Bresciana»         | 1942 — 1943                         | M.M.6560 —6609 M.M.9602—9751        | 200                                 |
| Серия XII                           | «Breda Meccanica Bresciana»         | апрель 1943 — август 1943           | M.M.91803—91952                     | 150                                 |
| Серия XIII                          | «Aeronautica Macchi»                | апрель 1943 — август 1943           | M.M.91953—92002                     | 50                                  |
| Серия XIV                           | «SAI-Ambrosini»                     | —                                   | M.M.7709—7718                       | 50                                  |
| Серия XV                            | «Breda Meccanica Bresciana»         | —                                   | M.M.92053—92152                     | 100                                 |
| Серия XVI                           | «Breda Meccanica Bresciana»         | —                                   | M.M.95950—96099                     | 150                                 |

### Серии I и II

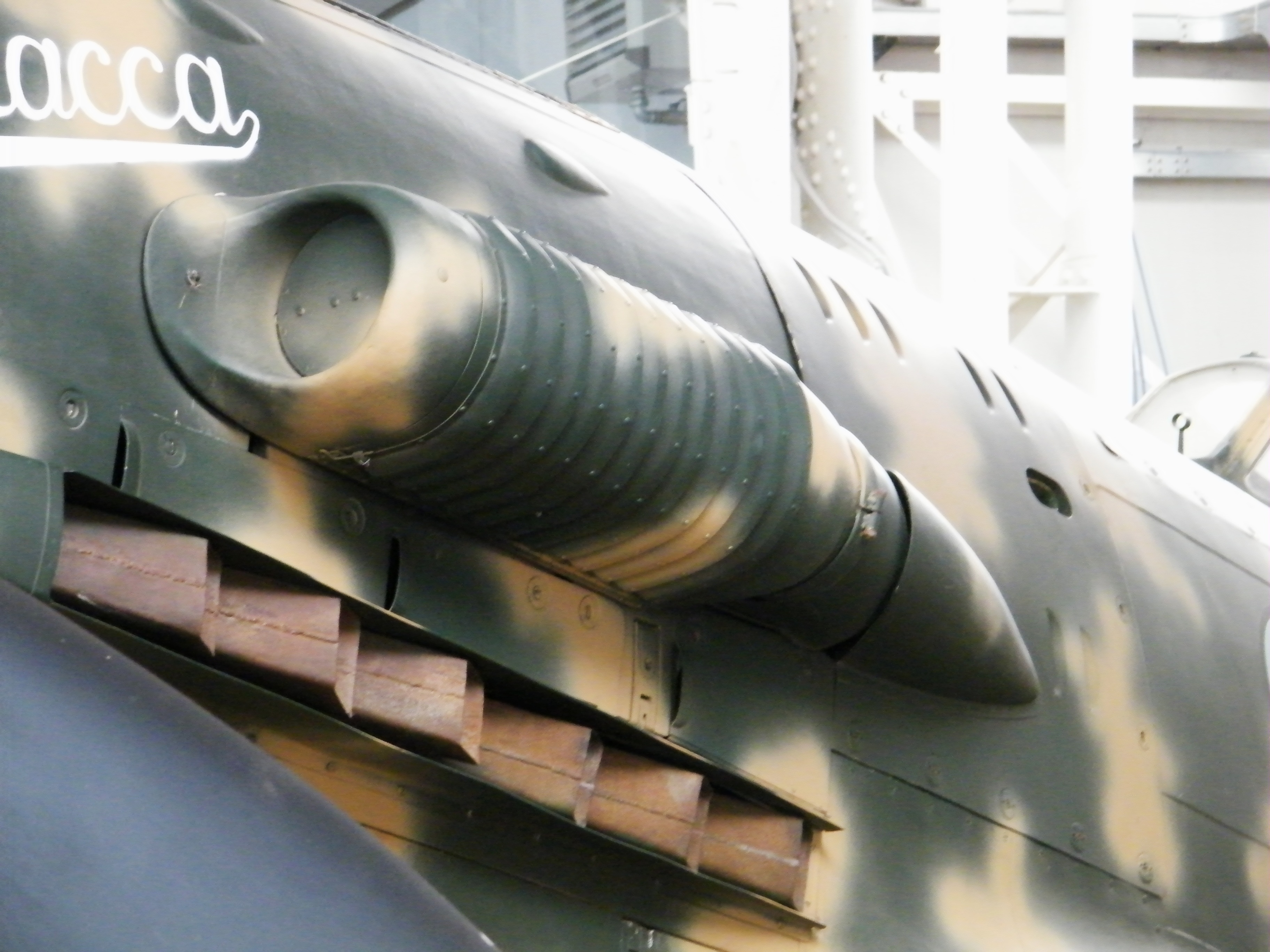
Воздухозаборник нагнетателя двигателя с установленным пылевым фильтром

Машины данных серий производились «Breda Meccanica Bresciana» и «Aeronautica Macchi» до марта 1942 года. От прототипа они отличались следующим рядом изменений: была увеличена длина воздухозаборника нагнетателя двигателя; в задней части кабины пилота стёкла были заменены на металлические пластины; заднее колесо шасси снабжалось двумя обтекателями и становилось неубираемым. В данных сериях кованые монтажные опоры двигателя сменили сварные, применявшиеся в прототипе, но по-прежнему использовались низкие мачты антенны.

### Серии III—VI
III и IV серия предназначались для базирования в Ливии, и поэтому конструкция аппарата была адаптирована некоторыми доработками. На воздухозаборнике нагнетателя двигателя устанавливался пылевой фильтр, увеличен размер маслорадиатора. Отделение, где были установлены пулемёты, было снабжено отдушинами; в кабине пилота появилась дополнительная вентиляция. Заднее колесо шасси снабжалось одним передним обтекателем. 
	В V и VI серии был внедрён прицел рефлекторного типа «San Giorgio» Tipo C, однако, данные о его применении в дальнейшем производстве отсутствуют.

### Серии VII—X
Данный ряд серий производился в течение 1942 года. В истребителях VII серии впервые в консолях крыла появились по одному 7,7 мм пулемёту Breda-SAFAT с боезапасом 500 патронов, которые зачастую демонтировались в боевых условиях, поскольку снижали маневренность самолёта. Кроме того, была разработана версия истребителя-бомбардировщика, позволявшая закреплять под консолями дополнительные подвесные топливные баки вместимостью 125 л или фугасные авиабомбы весом 160 кг. Такая опция фактически не применялась на практике по причине острой нехватки самолётов в истребительных частях.
	В этих же сериях толщина лобового стекла кабины была увеличена, вводилась бронеспинка, изменялась форма обтекателя заднего колеса шасси, а также была улучшена аэродинамика моторного отсека.

### Серии XI—XIII

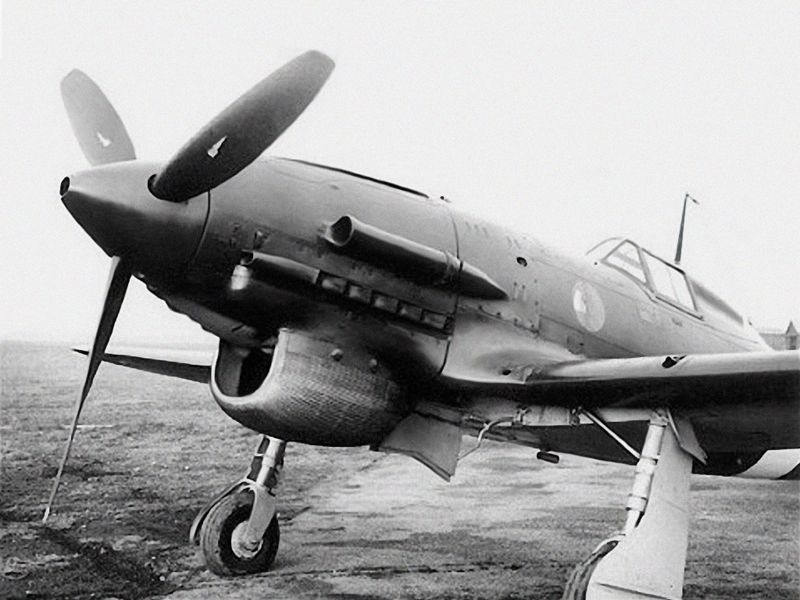
Прототип M.M.7768 с изменённым положением радиатора

В данной версии были сделаны следующие модификации: введено новое хвостовое оперение, два дополнительных смотровых люка для облегчения перезарядки на аэродроме, на правом борту добавлен дополнительный отвод горячего воздуха от двигателя. Также была изменена форма маслорадиатора, трубка Вентури перемещена с правого борта под фюзеляж. Некоторые самолёты оснащались радиолокационным оборудованием Bg.42 (приёмником радарного излучения) в задней части фюзеляжа.

### Экспериментальные версии
Помимо основных серий истребителя существовал ещё ряд экспериментальных образцов. Самолёт с серийным номером M.M.7768 отличался изменённым положением радиатора, который был передвинут с центроплана в носовую часть. Это техническое решение позволяло усилить поступление воздуха в теплообменник и, таким образом, улучшить охлаждение двигателя, но из-за существенного падения аэродинамических характеристик от проекта было решено отказаться.
По причине начала разработок Macchi C.205, планировавшихся в качестве основных истребителей, появилась идея использования Macchi C.202 для уничтожения наземных целей. Для этого на крылья самолёта с бортовым номером M.M.91974 были установлены немецкие 20 мм пушки MG 151/20. Однако и в этом случае ухудшение аэродинамики вынудило прекратить исследования. На стадии чертежей остался проект беспилотной летающей бомбы компании «SAI-Ambrosini»: планировалось, что Macchi C.202 будет направлять 1000 кг снаряд, снабжённый двигателем Fiat A.80 RC.41, на цель и потом отцепляться от него.

## Эксплуатация

### Начало эксплуатации
Первым соединением укомплектованным Macchi C.202 стала 17-я группа, входившая в состав 1-го авиационного полка, которая базировалась в Кампоформидо близ Удине. Полное её техническое переоснащение завершилось к середине 1941 года, но до осени новые истребители не участвовали в боевых действиях. Вслед за ней в июле 1941-го новые самолёты поступили в 9-ю группу 4-го авиаполка (Гориция), в декабре — в 10-ю группу 4-го полка(Тобрук). Кроме того, 6 машин поступили в 8-ю группу 2-го авиаполка (Тобрук), которая, тем не менее, так никогда и не была полностью перевооружёна.
30 сентября 1941 года состоялся первый успешный бой Macchi C.202. Лейтенант Джакопо Фриджерио сбил один Hawker Hurricane во время британской атаки на Комизо в Сицилии. Позже в этот же день 12 «молний», сопровождавшие гидросамолёт CANT Z.506, пытавшийся захватить сбитого британского лётчика, вступили в бой с ещё 7-ю Харрикейнами и сбили двоих.

### Мальта

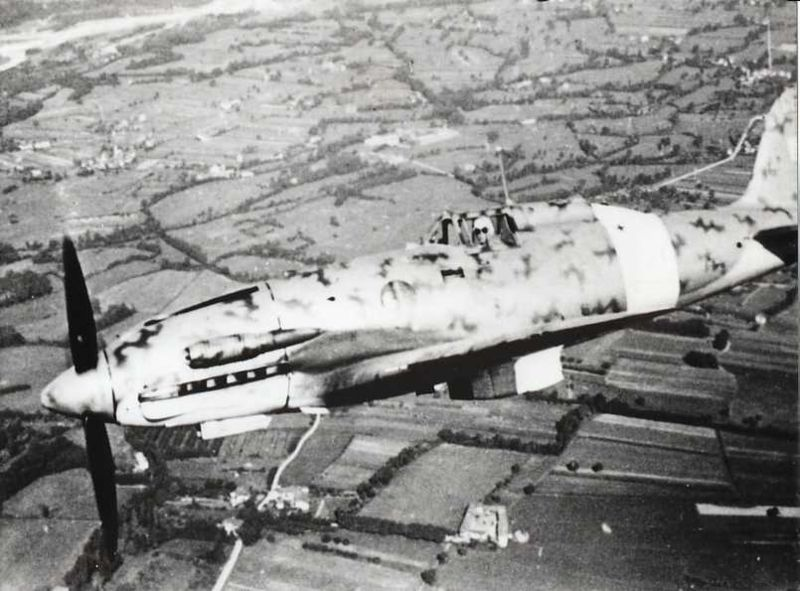
Macchi C.202 в 1941 году

С октября 1941 года Regia Aeronautica начала широкомасштабные действия над Мальтой. Боестолкновения октября-ноября 1941-го продемонстрировали полное превосходство Macchi C.202 над Hawker Hurricane в горизонтальной и вертикальной манёвренности, но одновременно стал ощущаться и главный недостаток нового истребителя — слабая вооружённость. Среди пилотов, принимавших участие в боях на Мальте, был и Адриано Висконти, один из наиболее результативных итальянских асов Второй Мировой.
	Весной 1942-го столкновения стали ещё более интенсивными. Дополнительно в район боевых действий были передислоцированы 9-я и 10-я группа 4-го авиаполка, базировавшегося в Джеле, 20-я и 155-я 51-го полка и 23-я 3-го полка. Помимо функций перехватчика и прикрытия бомбардировщиков Macchi C.202 также использовались для защиты морских конвоев. В этих боях состоялись первые встречи итальянцев с новыми Supermarine Spitfire Mk.V, поступившими в середине июня 1942-го, которые существенно превосходили их по вооружённости, в отличие от Hawker Hurricane. Первым британским соединением, оснащённым новыми машинами, в этих боях стала 249-я эскадрилья, в рядах которой стал впоследствии известен канадский ас Джордж Бёрлинг, 26 из 31 уничтожений противника которого были сделаны в небе над этим средиземноморским островом.
Здесь был зафиксирован и ряд успехов Macchi C.202. Так, например, отличились капитан Фьюрио Николот Дольо (7 побед) и сержант Эннио Тарантола (10 побед), принадлежавшие к 51-му авиаполку. Всего это соединение уничтожило 97 машин противника, потеряв лишь 17 собственных. В этих же боях также отличились пилоты 4-го авиаполка. Между 4 и 16 мая 1942 года Терезио Мартиноли уничтожил три Supermarine Spitfire (плюс один, считавшийся подбитым). Близок к такой серии был и капитан Франко Луккини, уничтоживший два самолёта. Случались в частях итальянцев и потери: уже упомянутый Джордж Бёрлинг 27 июля уничтожил Macchi C.202 Фьюрио Никлота Дольо, расстреляв его самолёт в район двигателя и маслорадиатора с одного залпа. Гибель этого лётчика, по воспоминаниям его сослуживцев, стала на некоторое время серьёзным деморализующем фактором в Regia Aeronautica.
	Именно к этому временному промежутку окончательно сформировалась тактика боевого применения Macchi C.202, хотя по инициативе отдельных командующих эскадрилий она могла и отличаться от общепринятой. Истребители вступали в бой в устаревшей V-образной формации, в которую входили от трёх до двенадцати самолётов. При обнаружении противника происходило перестроение в формацию «правого крыла» с выдвинутым лидером.
	С лета 1942 года германское командование решило сместить основное направление боевых действий в северную Африку, ввиду чего был аннулирован итальянский план захвата острова под кодом «C3». Многие Macchi C.202 поэтому были перебазированы в Ливию, а на базе в Кастельветрано остались лишь разведывательные самолёты. Последним существенным действием в небе над Мальтой для Macchi C.202 стал авианалёт 27 октября 1942 года на базу в Луке.

### СССР
Летом 1942 года правительство Италии решило принять большее участие в действиях Вермахта на восточном фронте, что потребовало увеличения воинского контингента. Уже в сентябре Macchi C.202 появились в 21-й группе, базировавшейся в Ворошиловграде (Луганске), поскольку первые столкновения с советскими истребителями МиГ-3, ЛаГГ-3 и, в особенности, Як-1 выявили слабости Macchi C.200 и других машин довоенного поколения. Новые истребители приняли участие в Сталинградской битве, поддерживая действия 8-й итальянской армии. Затянувшееся до глубокой осени наступление войск Оси и дальнейшая операция «Малый Сатурн» Красной армии вынуждали истребительную группу действовать в тяжёлых зимних условиях. Последний боевой вылет итальянцев произошёл 17 января 1943 года в район Миллерово силами 30 Macchi C.200 и 9 Macchi C.202. Спустя несколько дней в ходе Острогожско-Россошанской операции силы Юго-Западного фронта Красной армии разгромили итальянскую 8-ю армию, что заставило 21-ю группу эвакуироваться из Ворошиловграда в Сталино (Донецк), оставив 15 небоеспособных самолётов группы на аэродроме, а затем — в Одессу. В апреле 1943 года оттуда 21-я группа была переведена обратно в Италию в составе 24 Macchi C.200 и 9 Macchi C.202. Всего за неполный год «молнии» приняли участие в 17-ти боевых вылетах, не понесли потерь и не сбили ни одного самолёта.

### Северная Африка
Первые Macchi C.202 поступили на африканский континент в октябре 1941 года в составе 6-й и 17-й группы 1-го авиаполка. Весной 1942 года к ним присоединились эскадрильи 4-го авиаполка, переведённые с Мальты. Бои зимы 1942 в небе Египта вновь подтвердили превосходство истребителя над Hawker Hurricane и Curtiss P-40. В этот период начала применяться тактика боя аналогичная Messerschmitt Bf.109, то есть атака с большой высоты с последующим уходом за счёт большей энергии.
«Молнии» в отличие от других итальянских самолётов в начале 1942 года старались размещать на аэродромах максимально удалённых от линии боевых действий, поскольку в Ливии действовали группы особой воздушной службы, основной задачей которых являлось уничтожение истребителей на земле. Так например, 28 декабря 1941 года часть 1-го авиаполка была перебазирована в Тамет из Эль-Медрума, так как она подвергалась партизанским атакам отряда под командованием Роберта Мейна, уничтожившей на аэродроме 9 самолётов, в том числе они повредили один Macchi C.202.
Летом 1942 года в обязанности Macchi C.202 добавились налёты на аэродромы противника (наиболее эффективной признана атака на Гамбут). Уже упомянутый Франко Луккини в период с мая по август одержал 10 побед. Здесь же отличился и Терезио Мартиноли, наиболее результативный ас Regia Aeronautica, сбив 4 Curtiss P-40 и 3 Supermarine Spitfire, а также Леонардо Феррулли . В конце августа — начале сентября 1942 года пилоты 75-й эскадрильи, базировавшейся в городе Фука, за 175 самолётовылетов уничтожили 18 самолётов противника. В одном из таких боёв итальянцы действовали совместно с немецкой группой под руководством аса Ханса-Йоахима Марселя.

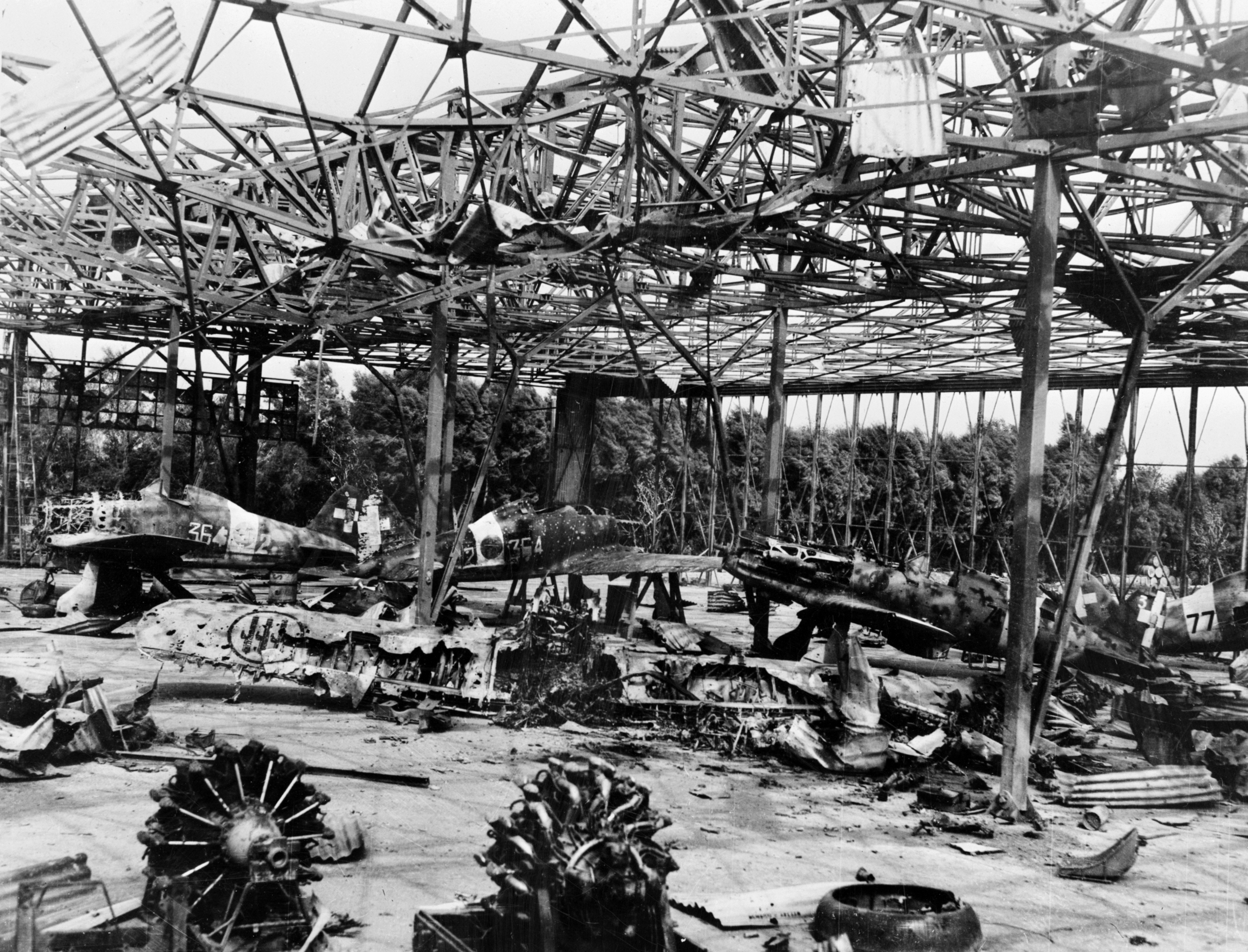
Уничтоженный ангар с итальянскими самолётами в Триполи, 1943 год

Несмотря на взятие немецко-итальянскими войсками Тобрука, положение итальянской авиации начало постепенно ухудшаться, поскольку многие детали аппарата, в особенности двигателя, быстро изнашивались, что было критичным в условиях ограниченного производства и перебоев снабжения из Европы. Уже к лету 1942 года в Африке оставалось лишь около сотни боеспособных Macchi C.202, но вдобавок к этому отмечалась усталость лётного состава и наземных служб из-за тяжёлого пустынного климата. Тем временем силы 8-й армии Великобритании поспешно отступали в глубь египетской пустыни преследуемые корпусом Роммеля. Это вызывало частые передислокации истребительных эскадрилий на новые прифронтовые аэродромы, что лишь усугубляло ситуацию. Поэтому 4-му полку были переданы машины 1-го, а весь персонал этого подразделения вернулся в Италию — на его место прибыла 23-я группа 3-го полка, также укомплектованная Macchi C.202.
В начале октября вновь начала разворачиваться битва при Эль-Аламейне. Наиболее сильные атаки на части Королевских ВВС происходили 9 октября, в которых Macchi C.202 уничтожили 10 самолётов, но понесли существенные потери, которые продолжились и в дальнейшем. Например, 20 октября в ходе налёта союзников на аэродромы 3-го и 4-го полка на земле были уничтожены 20 истребителей и ещё 10 в воздушной схватке. В конце месяца из Италии прибыли 30 новых самолётов, на некоторое время частично выровняв ситуацию.
Ещё большей интенсивности достигли бои в ноябре 1942 года после начала маррокано-алжирской операции. На Сардинию были переброшены 53-я автономная группа и 17-я группа 1-го полка, поскольку в бой помимо сил Британского Содружества вступили также ВВС США. Теперь преимущество в числе и качестве техники полностью перешло к союзникам, и потому боевые успехи Macchi C.202 стали сходить на нет при столкновениях с Curtiss P-40 и новейшими Supermarine Spitfire. В начале 1943 года в строю 12-ти эскадрилий находилось лишь 54 боеспособных Macchi C.202 в Сфаксе и Эль-Хамма, близких к окончанию срока своей эксплуатации. Но даже в этот период отмечались и успешные действия: 6 — 7 марта было уничтожено 19 британских и 2 американских самолёта при потере лишь двух Macchi C.202; не менее 10 машин уничтожила 16-я штурмовая группа. В тунисских боях впервые итальянским частям встретились Lockheed P-38 Lightning и Bell P-39 Airacobra 12-й воздушной армии, которые продемонстрировали большое преимущество Macchi C.202 в манёвренности, а также вновь слабость его вооружения.
В конце марта в Тунис была дополнительно переброшена 7-я группа, но это не переломило ход Тунисской кампании, где действовали Supermarine Spitfire польской истребительной группы. С их стороны наиболее отличились пилоты Вацлав Круль, Эугениуш Хорбачевский и Станислав Скальский. Всего в этой операции были уничтожены в воздухе 22 Macchi C.202 и ещё 47 на аэродромах. Вскоре итальянские войска были вынуждены перейти к обороне Пантеллерии и Сицилии.

### Итальянская кампания

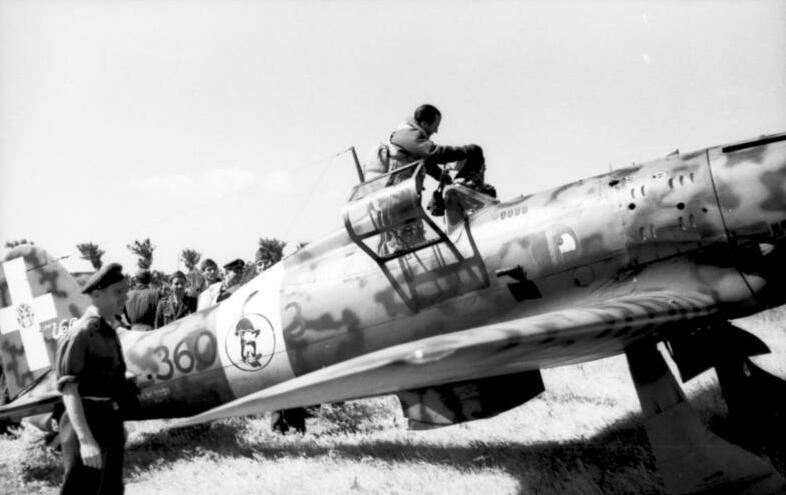
Macchi C.202 в южной Италии, 1943 год

В 1943 году Италия была вынуждена перейти к обороне собственной территории, что повлекло за собой изменение характера действий авиации. Союзники начали применять тактику массированных бомбардировочных налётов против крупных городов юга страны (Палермо, Неаполя, Реджо-ди-Калабрия, Мессины, Кальяри). К этому моменту в эскадрильи стали поступать новые Macchi C.205, но производство «молний» на заводе «Breda Meccanica Bresciana» по-прежнему продолжалось. Несмотря на большие аэродромные потери в первой декаде июля Regia Aeronautica совершила около пятисот боевых вылетов. В дни начала высадки в Сицилии силы 4-го авиаполка, экипированного Macchi C.202, сумели сбить 14 самолётов противника, не понеся собственных потерь.
К началу осени 1943 года, в особенности после боёв с 3 по 9 сентября за плацдарм союзников в Калабрии, суммарный парк боеготовых Macchi C.202 сократился до 47 машин. Последним из больших действий «молний» стал перехват бомбардировочного налёта B-24 на Фраскати 8 сентября силами 3-го авиаполка (а также отдельных эскадрилий 51-го полка под руководством лётчика-испытателя Адриано Мантелли). После этого в Южной Италии, в районе высадки союзников, находились силы 21-й (Бриндизи, Мандурия), 155-й (Милис) и 13-й группы (Ольбия), но уже к концу сентября в этой области осталось 17 машин (лишь 6 из которых были боеспособными), а также 6 самолётов в Сардинии.
В октябре эти остатки вошли в состав 4-го авиаполка Aviazione Cobelligerante Italiana. Кроме них в составе этого соединения числились Macchi C.205 и Reggiane Re.2002, а оно само принимало участие в действиях союзников против немецких сил в Албании, Греции и Югославии. Из-за быстрого сокращения количества доступных запасных частей число боеспособных самолётов неуклонно снижалось, и вскоре Macchi C.202 остались лишь в 209 и 239 эскадрильях. К началу 1945 года в Aviazione Cobelligerante Italiana осталось на вооружении лишь 10 «молний».
Часть Macchi C.202 (36 машин) достались и Aeronautica Nazionale Repubblicana, но прямого участия в боях они не принимали, а использовались, в качестве учебных или при защите аэродромов, поскольку итальянские части были перевооружены на  Messerschmitt Bf.109 G. Дальнейшее переоснащение лётных соединений было прекращено в связи с началом операции на готской линии. Несколько самолётов первых серий были переданы 108-й истребительной эскадре Люфтваффе (также в качестве учебных).

### Хорватия

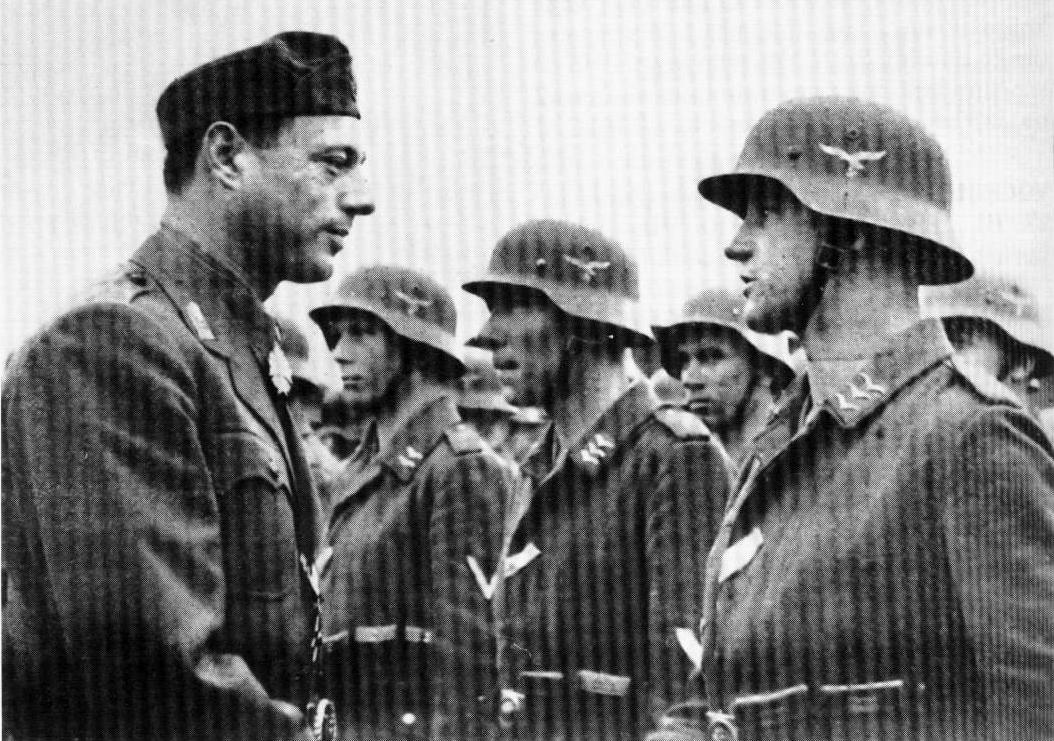
Анте Вокич встречает бойцов хорватского воздушного легиона, 1944 год

В 1944 году около 20 машин были переданы ВВС Хорватии для борьбы с бомбардировщиками союзников. Они были поставлены на аэродром Лучко близ Загреба и предназначались для хорватского воздушного легиона, отозванного с восточного фронта для защиты Хорватии. В связи с этим 4-я истребительная авиагруппа данного подразделения получила новое обозначение «1./(Kroat.)JG».
Уже в марте 1944 года это соединение приняло участие в отражении американского налёта на запад Загреба. В этом бою хорватские пилоты Macchi C.202 во избежание потерь имели инструкцию по атаке исключительно подбитой техники противника или отставших от основной группы.
Первая воздушная победа была одержана унтер-офицером Леопольдом Храстовчаном 24 апреля 1944 года над бомбардировщиком Consolidated B-24 Liberator близ деревни Запрешич. В это же время начались поставки Macchi C.205, и «молнии» стали отходить на второй план. Их использовали для обучения неопытных пилотов: так например, 30 июня 1944 года 3 Macchi C.202 ассистировали в уничтожении самолётов-разведчиков союзников трём «Veltro», которыми руководили ветераны хорватского воздушного легиона Гелебрант, Бенцетич и Бартулович.
В период интенсивных боёв лета 1944 года хорватскими частями было заявлено об уничтожении 20 самолётов противника, но уже в сентябре часть повреждённых Macchi C.202 была переправлена Люфтваффе в Боронгай, где они использовались исключительно как учебные машины.
В целом хорватские лётчики были невысокого мнения о Macchi C.202 по причине его откровенно слабого для конца войны вооружения, в особенности против бронированных четырёхмоторных бомбардировщиков. Майор Йосип Гелебрант, летавший на Messerschmitt Bf.109, считал «молнию» старой и непригодной, мораль лётчиков, летавших на ней, низкой, а эффективность подобных соединений нулевой. Это подтверждалось в особенности в условиях слабой системы оповещения о налётах бомбардировочной авиации противника, поскольку из-за устаревшего маломощного двигателя Macchi C.202 не успевал набирать нужной высоты к моменту атаки, а если это и происходило, то требовались усилия целого соединения для сбития лишь одного противника.

### Окончание карьеры
За два полных года службы Macchi C.202 не подвергался кардинальной модификации, но сложившаяся к концу 1942 года оперативная ситуация потребовала срочного повышения эффективности машины для борьбы с бомбардировщиками ВВС США. Кроме того, постоянная нехватка двигателей усугубилась прекращением производства устаревшего к тому времени Daimler-Benz DB 601 в Германии, которые импортировались в Италию. Потому потребовалось доработать конструкцию для нового Daimler-Benz DB 605, что повлекло начало разработок Macchi C.205. Некоторые из Macchi C.202 впоследствии были переоборудованы в новые машины.
После войны уцелевшие экземпляры (32 самолёта) использовались в качестве учебных: так на 1947 год в лётной школе в Лечче находилось 6 исправных и 6 машин, ожидающих ремонт. В 1951 году они были окончательно сняты с вооружения.

### Сохранившиеся экземпляры
До настоящего времени сохранилось лишь два экземпляра Macchi C.202: первый — в Музее итальянской военной авиации в Браччано (Италия), второй — в Национальном музее авиации и космонавтики в Вашингтоне (США).
В Браччано представлена машина поздних серий, построенная заводом «Breda Meccanica Bresciana» в 1943 году, что подтверждается устройством отсека с вооружением и отсутствием обтекателя заднего колеса шасси. В марте 1943 года этот истребитель состоял в 51-м полке, а после разделения Италии воевал на стороне союзников в составе 5-го авиаполка. После войны он использовался в качестве учебного на аэродроме в Ливорно. После помещения в музей этот образец был тщательно реконструирован. К сожалению, не все части являются оригинальными, например, пропеллер и носовой обтекатель были взяты с Macchi C.205. Необъяснимо отсутствие дополнительного притока воздуха в кабину, что было характерно лишь для ранних серий. Многие внутренности кабины пилота были также утрачены. На самолёте изображены отличительные знаки машины аса Джулио Райнера.
Предыстория аппарата из Вашингтона более туманна. В США он поступил вместе с другими машинами в качестве трофея, где и хранился долгие годы. В середине 70-х была проведена его реконструкция, после чего он попал в музей. Считается, что это машина VI—IX серии, поскольку на нём были установлены пулемёты на крыльях, которые были удалены в ходе эксплуатации. На самолёте установлены знаки 90-й эскадрильи 4-го авиаполка.

## Оценка проекта
На момент своего появления Macchi C.202 стал прорывной машиной для Regia Aeronautica. Его революционность определялась установкой нового V12 двигателя водного охлаждения взамен привычным Fiat A.74 RC.38 для биплана Fiat CR.42 Falco и истребителей-монопланов Macchi C.200 Saetta, Fiat G.50 Freccia. В целом, «молния» по всем показателям превосходила своего предшественника Macchi C.200 Saetta, поскольку были улучшены в том числе и аэродинамические свойства за счёт установки новых обтекателей на различные части истребителя.
На рубеже 1942—1943 года Macchi C.202 фактически стал основным истребителем итальянской авиации. При сравнении с другими истребителями стран Оси того периода выясняется, что наиболее близок к нему Kawasaki Ki-61 Hien, ведь они оба имели сходное вооружение, лётные характеристики и двигатель Daimler-Benz DB 601. С Messerschmitt Bf.109 модификаций F ЛТХ были также близки, но вооружение MG 151/15 и более мощный двигатель предоставляли истребителям Люфтваффе возможность применять принципиально иную тактику ведения боя («Ударил-убежал») , впоследствии перенятую итальянцами для новых машин Macchi C.205.
| Характеристики истребителей стран Оси — предшественника и аналогов Macchi C.202 Folgore | Характеристики истребителей стран Оси — предшественника и аналогов Macchi C.202 Folgore | Характеристики истребителей стран Оси — предшественника и аналогов Macchi C.202 Folgore | Характеристики истребителей стран Оси — предшественника и аналогов Macchi C.202 Folgore | Характеристики истребителей стран Оси — предшественника и аналогов Macchi C.202 Folgore | Характеристики истребителей стран Оси — предшественника и аналогов Macchi C.202 Folgore |
|                                                                                         | Macchi C.202 Folgore                                                                    | Macchi C.200 Saetta                                                                     | Reggiane Re.2001                                                                        | Kawasaki Ki-61-Ia                                                                       | Messerschmitt Bf.109 F-2                                                                |
| --------------------------------------------------------------------------------------- | --------------------------------------------------------------------------------------- | --------------------------------------------------------------------------------------- | --------------------------------------------------------------------------------------- | --------------------------------------------------------------------------------------- | --------------------------------------------------------------------------------------- |
| Изображение                                                                             |                                                                                         |                                                                                         |                                                                                         |                                                                                         |                                                                                         |
| Год приятия на вооружение                                                               | 1941                                                                                    | 1939                                                                                    | 1941                                                                                    | 1942                                                                                    | 1941                                                                                    |
| Длина, мм                                                                               | 8850                                                                                    | 8196                                                                                    | 8360                                                                                    | 8750                                                                                    | 8940                                                                                    |
| Размах крыла, мм                                                                        | 10 580                                                                                  | 10 580                                                                                  | 11 000                                                                                  | 12 000                                                                                  | 9920                                                                                    |
| Масса пустого, кг                                                                       | 2350                                                                                    | 1910                                                                                    | 2460                                                                                    | 2210                                                                                    | 2355                                                                                    |
| Максимальный взлетный вес, кг                                                           | 3069                                                                                    | 2340                                                                                    | 3240                                                                                    | 3250                                                                                    | 3120                                                                                    |
| Номинальная мощность двигателя, л. с.                                                   | 1040                                                                                    | 840                                                                                     | 1175                                                                                    | 1100                                                                                    | 1270                                                                                    |
| Максимальная скорость, км/ч                                                             | 600                                                                                     | 503                                                                                     | 545                                                                                     | 590                                                                                     | 600                                                                                     |
| Вооружение                                                                              | 2× 12,7 мм пулемёта Breda-SAFAT; 2× 7,7 мм пулемёта Breda-SAFAT                         | 2× 12,7 мм пулемёта Breda-SAFAT                                                         | 2× 12,7 мм пулемёта Breda-SAFAT; 2× 7,7 мм пулемёта Breda-SAFAT                         | 2× 12,7 мм пулемёта Ho-103; 2× 7,7 мм пулемёта Тип 89                                   | 1× 15 мм пушка MG 151/15; 2× 7,92 пулемёта MG-17                                        |
| Масса секундного залпа, кг/с                                                            | 1,08                                                                                    | 0,70                                                                                    | 1,08                                                                                    | 0,95                                                                                    | 1,35                                                                                    |
| Скороподъёмность, м/с                                                                   | 18,1                                                                                    | 15,3                                                                                    | 15,4                                                                                    | 15,2                                                                                    | 18,5                                                                                    |
| Практический потолок, м                                                                 | 11 500                                                                                  | 8900                                                                                    | 11 000                                                                                  | 13 000                                                                                  | 11 000                                                                                  |

Этот самолёт благодаря удачному сочетанию мощности и манёвренности позволил итальянским лётчикам частично изменить тактику с «собачьей свалки» на переходный манёвренный бой на высоте. Откровенно слабое вооружение в значительной степени нивелировало эффект от новых аэродинамических характеристик аппарата. По этой причине преимущество в воздушных боях Macchi C.202 мог иметь лишь над тяжёлыми самолётами с слабой горизонтальной манёвренностью и стрелковым вооружением малых калибров. В данном случае на первый план выходили характеристики скороподъёмности, практического потолка и максимальной скорости — благодаря чему и достигалось превосходство над Hawker Hurricane и Curtiss P-40, что и было доказано в ходе боёв за Мальту и в Северной Африке.
Основным соперником Macchi C.202 на североафриканском ТВД стали Supermarine Spitfire различных модификаций. Устаревшие ко времени обороны Мальты британские истребители первой модификации по причине наличия карбюраторного двигателя не могли выполнять те же фигуры высшего пилотажа, что и пилоты «молний», поскольку при отрицательных перегрузках двигатель глох. Появление британских истребителей 5-й серии с изменённым карбюраторным двигателем и с установленными 20 мм Hispano-Suiza HS.404 сделало их наиболее грозными противниками итальянцев: при близких данных по манёвренности этот Supermarine Spitfire обладал более мощным двигателем и вооружением. Кроме того сказывалось и наличие на нём системы распознавания «Свой — чужой», а также более надёжной радиостанции.
Иначе дело обстояло с советскими истребителями в ходе кампании 1942 года. МиГ-3 обладал сходной с Macchi C.202 комбинацией вооружения, то есть 12,7 мм пулемётом и двумя дополнительными винтовочного калибра. Несмотря на свой больший вес, советский истребитель превосходил «молнию» по скорости на высотах более 5000 м, где начинали проявляться его лучшие качества. Однако, это преимущество нивелировалось на более низких высотах, где Macchi C.202 за счёт скороподъёмности обладал большей вертикальной манёвренностью, в особенности учитывая тот факт, что воздушные бои на восточном фронте преимущественно проходили именно на малых высотах. Истребители ЛаГГ-3 и Як-1, напротив, имели более мощное вооружение (20-мм пушки ШВАК), и хотя и отличались меньшей манёвренностью (в особенности ЛаГГ-3) теоретически могли уничтожить итальянский истребитель на значительной дистанции.
| Характеристики истребителей стран Антигитлеровской коалиции начального этапа Второй мировой войны | Характеристики истребителей стран Антигитлеровской коалиции начального этапа Второй мировой войны | Характеристики истребителей стран Антигитлеровской коалиции начального этапа Второй мировой войны | Характеристики истребителей стран Антигитлеровской коалиции начального этапа Второй мировой войны | Характеристики истребителей стран Антигитлеровской коалиции начального этапа Второй мировой войны | Характеристики истребителей стран Антигитлеровской коалиции начального этапа Второй мировой войны |
|                                                                                                   | Hawker Hurricane Mk.IIb                                                                           | Supermarine Spitfire Mk.Vb                                                                        | Curtiss P-40 F-10                                                                                 | Як-1 (№ 0406)                                                                                     | ЛаГГ-3 (4-я серия)                                                                                |
| ------------------------------------------------------------------------------------------------- | ------------------------------------------------------------------------------------------------- | ------------------------------------------------------------------------------------------------- | ------------------------------------------------------------------------------------------------- | ------------------------------------------------------------------------------------------------- | ------------------------------------------------------------------------------------------------- |
| Изображение                                                                                       |                                                                                                   |                                                                                                   |                                                                                                   |                                                                                                   |                                                                                                   |
| Год приятия на вооружение                                                                         | 1940                                                                                              | 1941                                                                                              | 1939                                                                                              | 1940                                                                                              | 1941                                                                                              |
| Длина, мм                                                                                         | 9840                                                                                              | 9120                                                                                              | 10 200                                                                                            | 8480                                                                                              | 8810                                                                                              |
| Размах крыла, мм                                                                                  | 12 190                                                                                            | 11 230                                                                                            | 11 365                                                                                            | 10 000                                                                                            | 9800                                                                                              |
| Масса пустого, кг                                                                                 | 2482                                                                                              | 2271                                                                                              | 2857                                                                                              | 2367                                                                                              | 2610                                                                                              |
| Максимальный взлетный вес, кг                                                                     | 3284                                                                                              | 2960                                                                                              | 3795                                                                                              | 2858                                                                                              | 3280                                                                                              |
| Номинальная мощность двигателя, л. с.                                                             | 1300                                                                                              | 1515                                                                                              | 1150                                                                                              | 1050                                                                                              | 1050                                                                                              |
| Максимальная скорость, км/ч                                                                       | 528                                                                                               | 597                                                                                               | 580                                                                                               | 577                                                                                               | 549                                                                                               |
| Вооружение                                                                                        | 12× 7,62 мм пулемёта Браунинг M1919                                                               | 2× 20 мм пушки Hispano-Suiza HS.404; 4× 7,62 мм пулемёта Браунинг M1919                           | 6× 12,7 мм пулемётов Браунинг M2                                                                  | 1× 20 мм пушка ШВАК; 2× 7,62 пулемёта ШКАС                                                        | 1× 20 мм пушка ШВАК; 1× 12,7 мм пулемёт УБС; 2× 7,62 пулемёта ШКАС                                |
| Масса секундного залпа, кг/с                                                                      | 2,23                                                                                              | 3,70                                                                                              | 3,60                                                                                              | 1,73                                                                                              | 2,50                                                                                              |
| Скороподъёмность, м/с                                                                             | 14.2                                                                                              | 12,1                                                                                              | 11,0                                                                                              | 14,6                                                                                              | 10,0                                                                                              |
| Практический потолок, м                                                                           | 10 970                                                                                            | 11 430                                                                                            | 10 480                                                                                            | 10 000                                                                                            | 9500                                                                                              |

Для времени своего создания Macchi C.202 являлся вполне качественной машиной, благодаря манёвренности и скорости набора высоты, сходной с лучшими образцами других стран. Но уже к 1943 году недостатки, главным из которых стали маломощное вооружение и уже недостаточная мощность двигателя, привели к моральному устареванию истребителя и необходимости внедрения машин новых типов, каким и стал Macchi C.205, вскорости вытеснивший «молнию» на роль учебного самолёта.

### Комментарии
1. ↑  Для сравнения: у Supermarine Spitfire Mk.Vb она достигала 3,70 кг/с.
2. ↑  Для сравнения: у авиационного M2 Browning она достигала 16 500 Дж.
3. ↑  До высоты 5600 м.
4. ↑  Всего было построено от 1500 до 2000 двигателей.
5. ↑  По другим данным производились на заводе «SAI-Ambrosini».
6. ↑  Серия была закончена во время оккупации Италии Вермахтом.
7. ↑  Серии XIV, XV и XVI не были построены по причине образования Итальянской социальной республики.
8. ↑  По другим данным выделяется лишь 15 серий.
9. ↑  Самолёты при такой формации располагались в ряд на одной высоте.
10. ↑  Самолёты использовались крайне ограничено ввиду острой нехватки антифриза.
11. ↑  Все эти самолёты были Macchi C.200.
12. ↑  Всего за годы войны им был уничтожен 21 самолёт.
13. ↑  Атака производилась сразу после дождя, что существенно затруднило возможность вылета британских лётчиков.
14. ↑  Остальные части переводили на Bell P-39 Airacobra.
15. ↑  Эта же проблема была характерна для Hawker Hurricane.